# Allocreadium handiai
Allocreadium handiai är en plattmaskart. Allocreadium handiai ingår i släktet Allocreadium och familjen Allocreadiidae. Inga underarter finns listade i Catalogue of Life.